# تونل پایه گوتهارد
تونل پایه گوتهارد (به آلمانی: Gotthard-Basistunnel) به عنوان تونل قطار، طولانی‌ترین تونل ترافیکی جهان است که در تاریخ یکم ژوئن ۲۰۱۶ افتتاح شد.
طول مسیر این تونل ۵۷٫۰۹ کیلومتر (۳۵٫۵ مایل) و مجموع تونل‌ها، شفت‌ها و گذرگاه‌ها ۱۵۱٫۸۴ کیلومتر (۹۴٫۳ مایل) است که طولانی‌ترین و عمیق‌ترین تونل ترافیکی در جهان بشمار می‌رود. و اولین مسیر مسطح سطح پایین است که از رشته کوه‌های آلپ می‌گذرد و شمال را به جنوب سوئیس وصل می‌کند.
دولت سوئیس برای تکمیل این تونل بالغ بر ۱۰٫۸ میلیارد دلار هزینه کرده‌است و پیش‌بینی شده که پس از راه‌اندازی روزانه ۲۶۰ قطار باربری و ۶۵ قطار مسافربری بتوانند از آن رفت‌وآمد کنند؛ که مسیر تونل را در ۱۷ دقیقه طی خواهند کرد.
رکورد طولانی‌ترین تونل جهان پیش از این متعلق به تونل سیکان با طول ۵۳٫۹ کیلومتر در ژاپن بود.
تونل مانش هم که فرانسه را به بریتانیا وصل می‌کند با ۵۰٫۵ کیلومتر در جای سوم قرار دارد.

## پیشینه

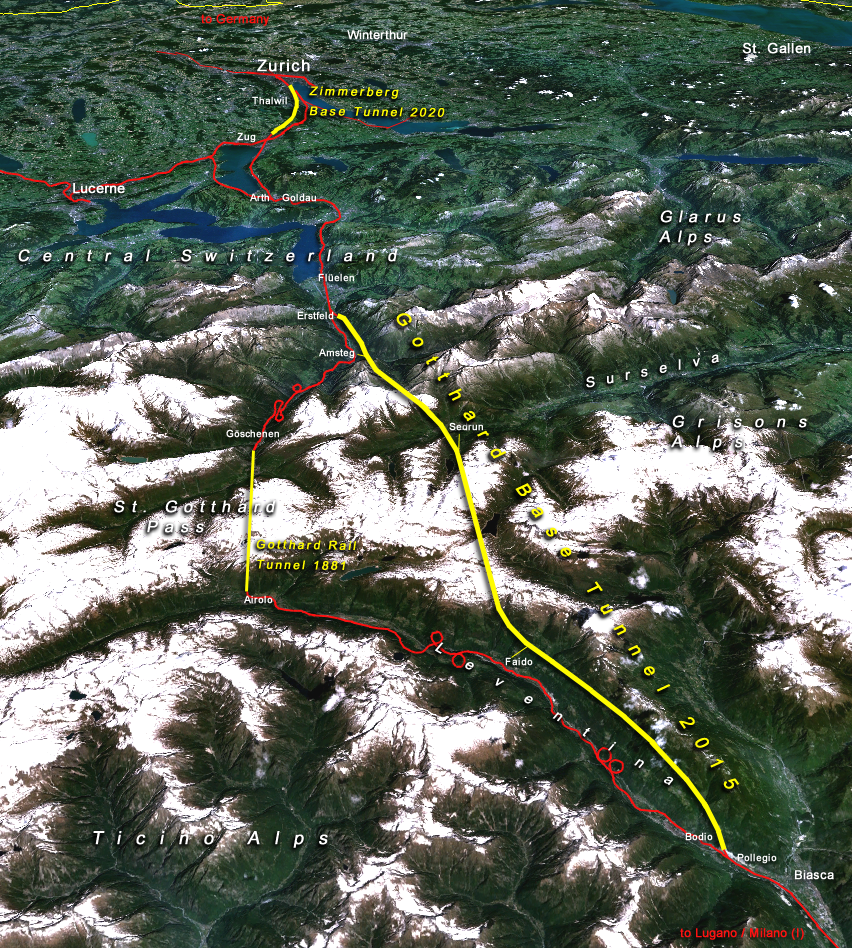
مسیر تونل گوتهارد

طرح این پروژه در سال ۱۹۹۲ در طی یک همه‌پرسی با رای مردم تأیید و اجرای ساخت آن حدود ۱۷ سال پیش آغاز شد.
حضور فرانسوا اولاند، رئیس‌جمهور فرانسه، ماتئو رنتسی، نخست‌وزیر ایتالیا، آنگلا مرکل، صدر اعظم آلمان، کریستین کرن، صدر اعظم اتریش و ژان کلود یونکر، رئیس کمیسیون اروپا در مراسم افتتاح تونل نشان از اهمیت این تونل در اقتصاد اروپا دارد.

## تأسیسات مته‌های حفاری
واحدهای مته حفاری این تونل دارای طول ۴۰۰ متر، با ۵۸ «دندان» تراشنده مدور به روی کله مته، قطر مفید ۸٫۹۸ متر و ۹٫۴۳ متر، مجهز با ۱۰ الکتروموتور محرک با قدرت کل ۳۵۰۰ کیلووات بودند.

## ویژگی‌ها
- برای ساختن این تونل بیش از ۲۴ میلیون تن سنگ از کوه‌ها تخلیه شده و در جریان ساخت آن از ۲۶۰۰ کارگر استفاده شد که ۹ نفر از کارگران جان خود را از دست دادند.
- در ساخت تونل گوتهارد حدود ۴ میلیون متر مکعب بتن مصرف شده که ۸۴ برابر بتن به کار رفته در ساختمان امپایر استیت در نیویورک است. ساخت این تونل تاکنون بیش از ۱۲ میلیارد فرانک سوئیس (برابر ۱۰٫۸ میلیارد دلار) هزینه داشته‌است. این تونل مسیر ۳ ساعت و ۴۰ دقیقه‌ای زوریخ تا میلان را یک ساعت کاهش می‌دهد.جالب است بدانید با اینکه برای ساخت این تونل ۱۷ سال زمان صرف شد اما طول این تونل در حدود ۱۷ دقیقه طی می شود.
- طبق محاسبات دولت سوئیس روزانه ۳۷۷ هزار تن کالا که معادل ۱۵ هزار و هشتاد کانتینر است، از طریق این تونل جابجا خواهد شد.

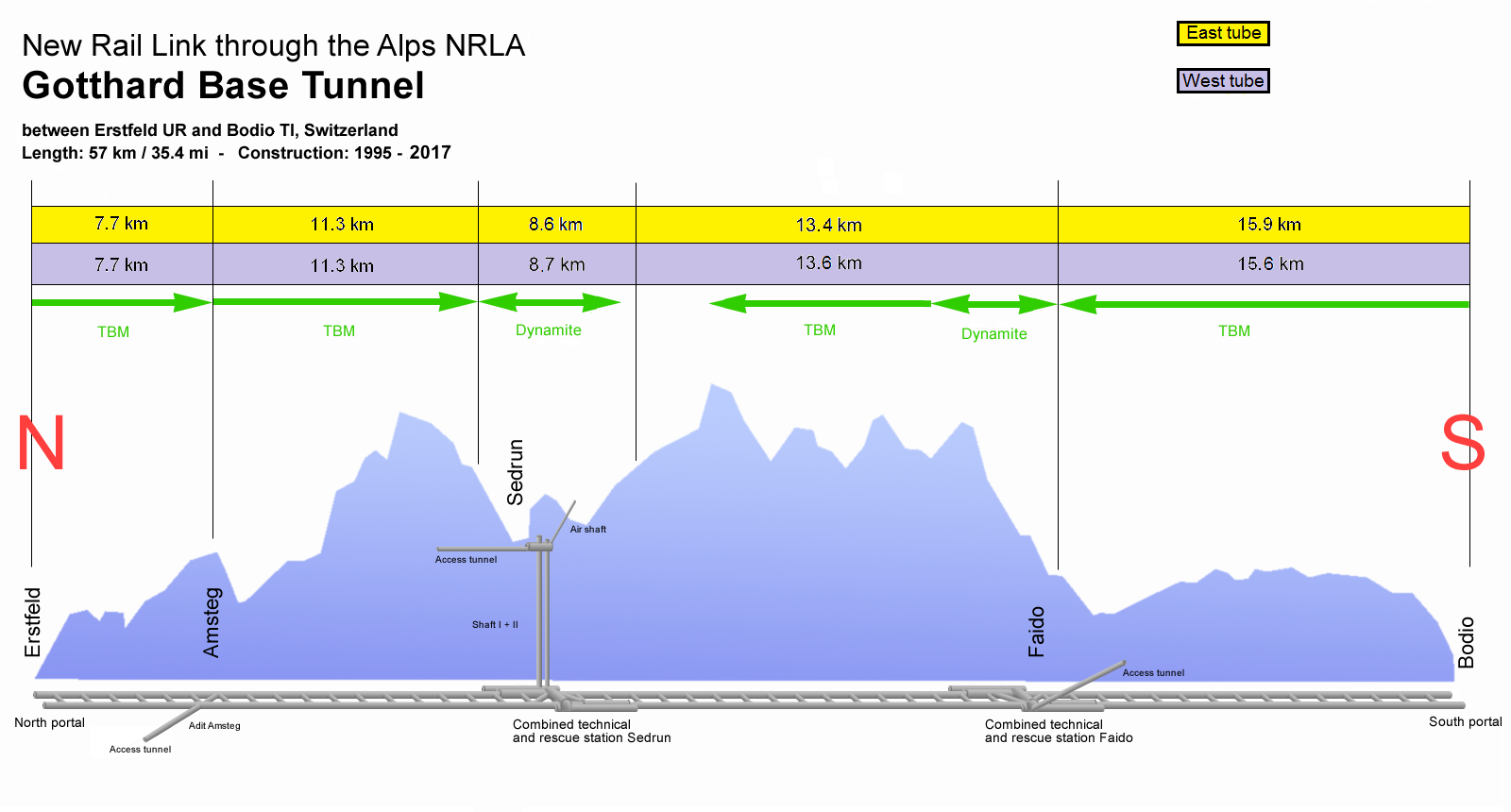
۵ مقطع کارگاهی و نمودار کوه‌های مسیر تونل گوتهارد

این تونل در ۵ مقطع کارگاهی ساخته شده.
- مقطع اول با طول ۷٫۴ کیلومتر «ارستفلد» نام دارد و هم‌زمان از دو طرف حفاری شد. دقت به هم رسیدن دو حفاری تونل در نیمه راه کمتر از یک سانتی‌متر بود.
- مقطع دوم با طول ۱۱٫۴ کیلومتر آمستگ نام دارد.
- مقطع سوم با طول ۶٫۸ کیلومتر سدرون نام دارد.
- مقطع چهارم با طول ۱۴٫۶ کیلومتر فایدو نام دارد.
- مقطع پنجم با طول ۱۶٫۶ کیلومتر بودیو نام دارد.

## نگارخانه

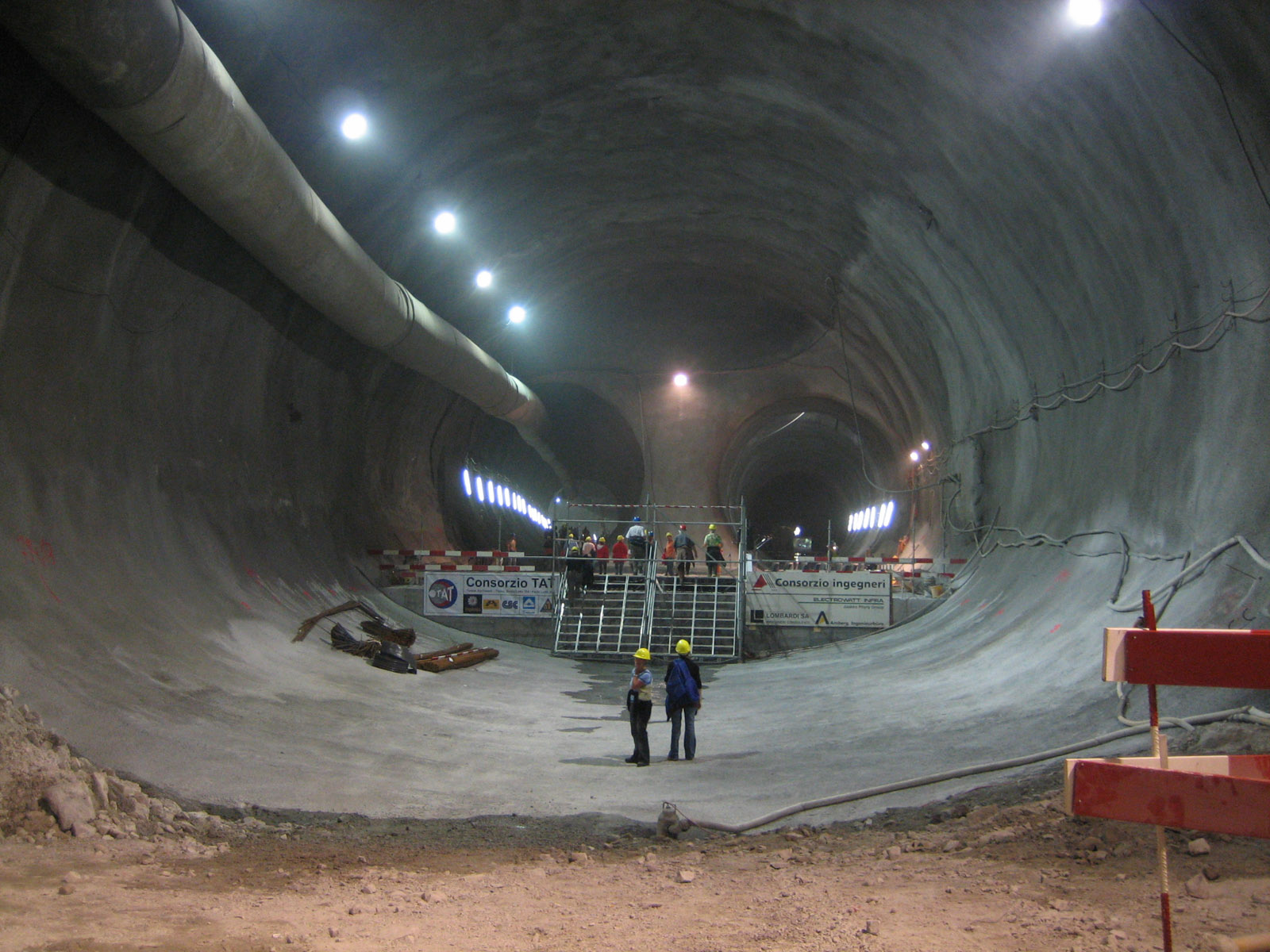
تونل گوتهارد
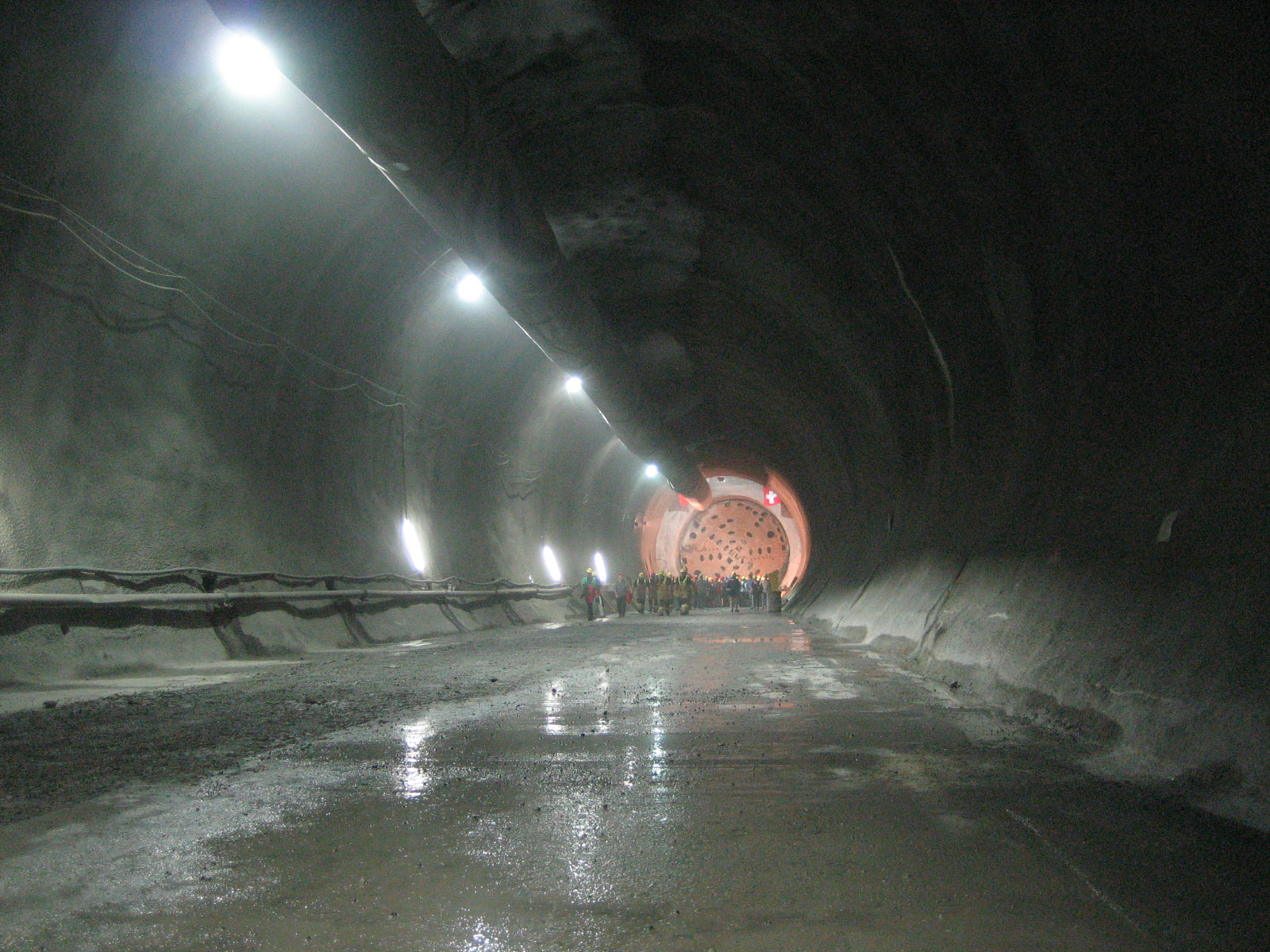
گوتهارد و حفار تونل
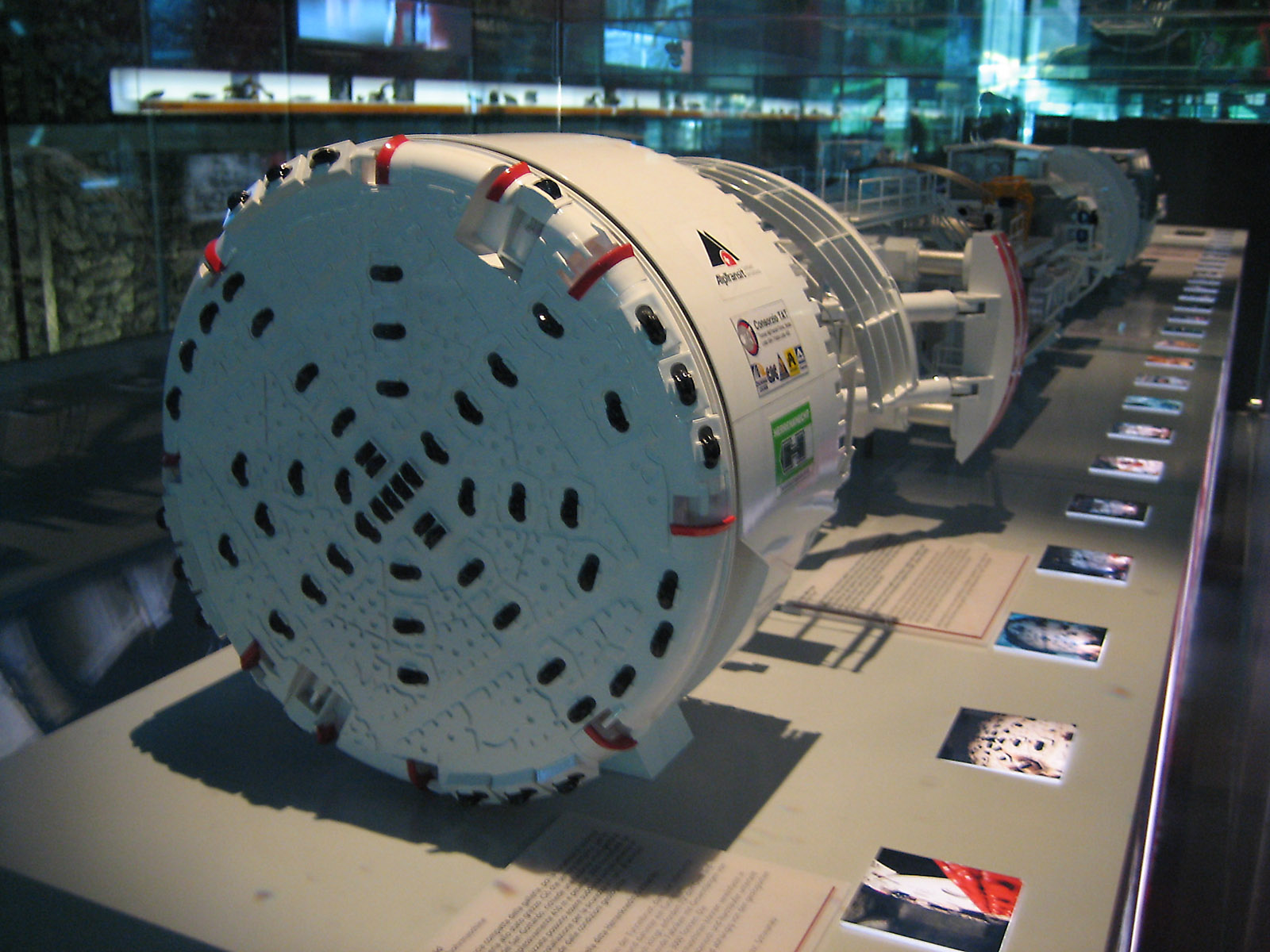
ماکت «کله حفاری» (یا مته) تونل گوتهارد
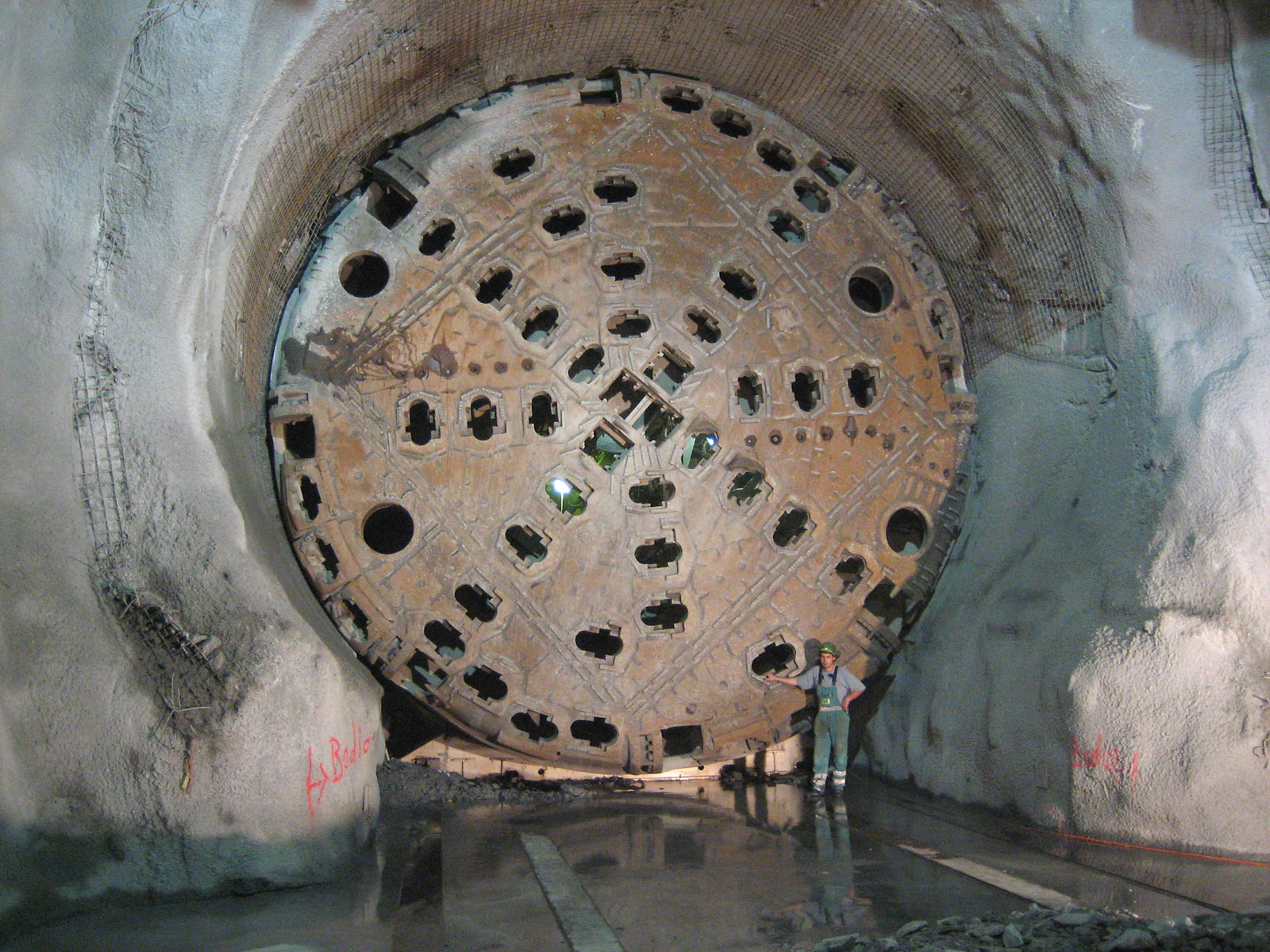
«کله حفاری» چرخان با «دندان»های چرخان تونل گوتهارد
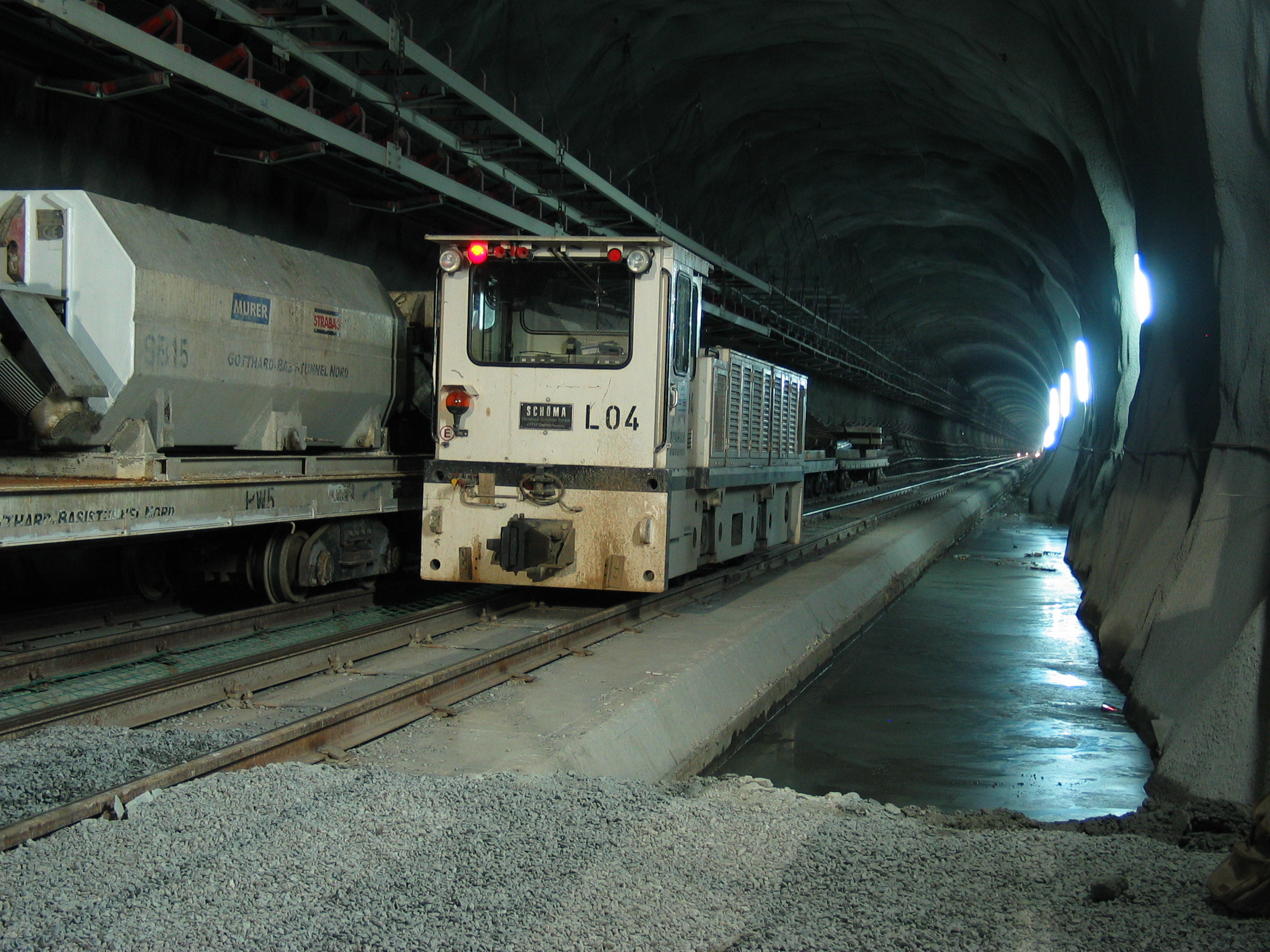
تونل گوتهارد
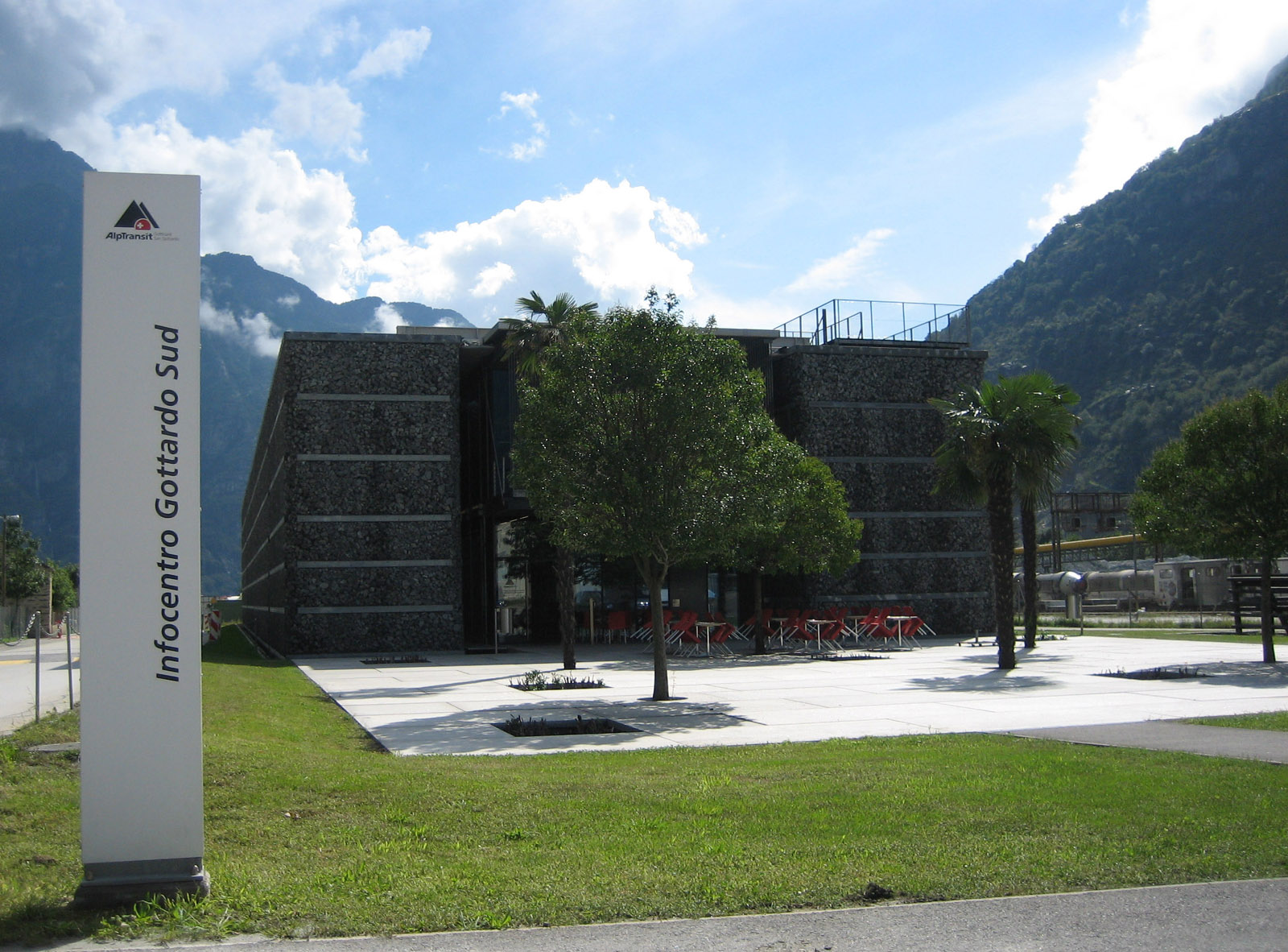
مرکز روابط عمومی و بازدید کنندگان